# Fikret Abdić
  Fikret Abdić    (Velika Kladuša, 29 de setembre de 1939) és un polític i empresari bosnià que es va destacar per primera vegada a la dècada de 1980 pel seu paper en convertir l'empresa agrícola Agrokomerc, amb seu a Velika Kladuša, en un dels conglomerats més grans de SFR Iugoslàvia. Va guanyar el vot popular a les eleccions presidencials de Bòsnia de 1990.
A principis dels anys 90, durant la guerra de Bòsnia, Abdić va declarar la seva oposició al govern oficial de Bòsnia i va establir la Província Autònoma de Bòsnia Occidental, una província petita i de curta durada a l'angle nord-oest de Bòsnia i Hercegovina formada per la ciutat de Velika Kladuša i pobles propers.
El miniestat va existir entre 1993 i 1995 i estava aliat amb l'Exèrcit de la República Srpska. El 2002 va ser condemnat per crims de guerra contra Bosnians lleials al govern bosnià per un tribunal de Croàcia i condemnat a 20 anys de presó, que després va ser reduït en apel·lació a 15 anys pel Tribunal Suprem de Croàcia.
El 9 de març de 2012, va ser posat en llibertat després d'haver complert dos terços de la seva reducció de condemna. Va ser empresonat novament el juny de 2020 per sospita d'abusos del seu càrrec com a alcalde.